# Abelia chinensis
Lục đạo mộc Trung Quốc hay trà điều thụ (danh pháp khoa học: Abelia chinensis) là một loài thực vật có hoa trong họ Kim ngân nghĩa rộng. Loài này được Robert Brown mô tả khoa học đầu tiên năm 1818.
Lưu ý rằng tại Trung Quốc loài này được gọi là 糯米条 (nhu mễ điều), trong khi tên gọi 六道木 (lục đạo mộc) chủ yếu dành cho các loài thuộc chi Zabelia.

## Đặc điểm
Là một trong những loài chịu lạnh tốt nhất trong chi Abelia. Cây bụi, có thân màu ánh đỏ với lá từ sớm rụng tới bán thường xanh, cao tới 2 m, ra nhiều cành. Các cành non thanh mảnh và có lông tơ. Lá nhỏ, bóng, mọc đối, đôi khi mọc vòng 3; phiến lá hình trứng, 2-5 × 1-3,5 cm, có lông tơ thưa thớt ở phía xa trục, lông măng trắng rậm ở gốc gân giữa và gân bên, gốc lá thuôn tròn hay hình tim, mép có khía tai bèo-khía răng cưa thưa, nhọn mũi.
Cụm hoa là một chùy hoa lớn ở đầu cành gồm các hoa cặp đôi (các hoa nở kế tiếp nhau). Lá trở thành màu nâu ánh đỏ vào đầu mùa thu. Hoa có mùi thơm, với 6 lá bắc thuôn dài hay hình mác ở gốc của các bầu nhụy cặp đôi. Đài hoa gồm 5 lá đài, hình elip, 5–6 mm, chuyển thành màu đỏ khi tạo quả. Tràng hoa 5 thùy, màu từ trắng tới hồng, hình ống, 10–12 mm, khoảng 2 lần chiều dài lá đài, phía ngoài có lông tơ và lồi tại gốc ống tràng. Nhị và vòi nhụy dài thò ra ngoài; chỉ nhị thanh mảnh, dài tương đương, gài vào gốc ống tràng. Bầu nhụy hình trụ, hơi bị ép, có lông tơ, có sọc theo chiều dọc; núm nhụy hình đầu.
Quả bế với các lá đài không rụng và hơi phình to phía trên đỉnh. Ra hoa tháng 8-9, tạo quả tháng 10-11. Số nhiễm sắc thể 2n = 32.

## Phân bố
Loài sinh trưởng trong khu vực miền núi ở cao độ 200-1.500 m. Có tại một số tỉnh của Trung Quốc (như Phúc Kiến, Quảng Đông, Quảng Tây, Quý Châu, Hà Nam?, Hồ Bắc, Hồ Nam, Giang Tô?, Giang Tây, Tứ Xuyên, Vân Nam, Chiết Giang); Đài Loan, Nhật Bản và miền bắc Việt Nam. Loài được trồng phổ biến tại Trung Quốc.

## Thứ
Hiện loài này có 5 thứ được chấp nhận.
- Abelia chinensis var. aschersoniana (Graebn.) Landrein (đồng nghĩa với Abelia aschersoniana (Graebn.) Rehder) – Đại Tự Sơn, Hồng Kông
- Abelia chinensis var. chinensis (đồng nghĩa với Abelia cavaleriei H.Lév. and Abelia rupestris Lindl.) – miền nam Trung Quốc, Đài Loan và Việt Nam
- Abelia chinensis var. hanceana (Mart. ex Hance) Landrein (đồng nghĩa với Abelia hanceana Mart. ex Hance) – đông nam Trung Quốc
- Abelia chinensis var. ionandra (Hayata) Masam. (đồng nghĩa với  Abelia ionandra Hayata) – Quần đảo Lưu Cầu và Đài Loan
- Abelia chinensis var. lipoensis (M.T.An & G.Q.Gou) Landrein (đồng nghĩa với Abelia lipoensis M.T.An & G.Q.Gou) – miền nam Trung Quốc

## Hình ảnh

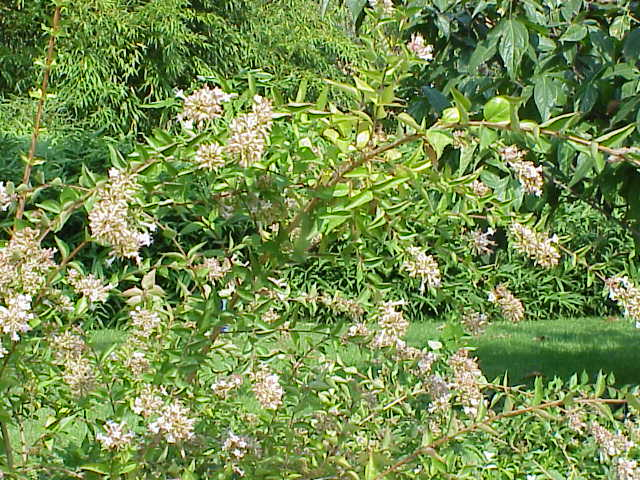
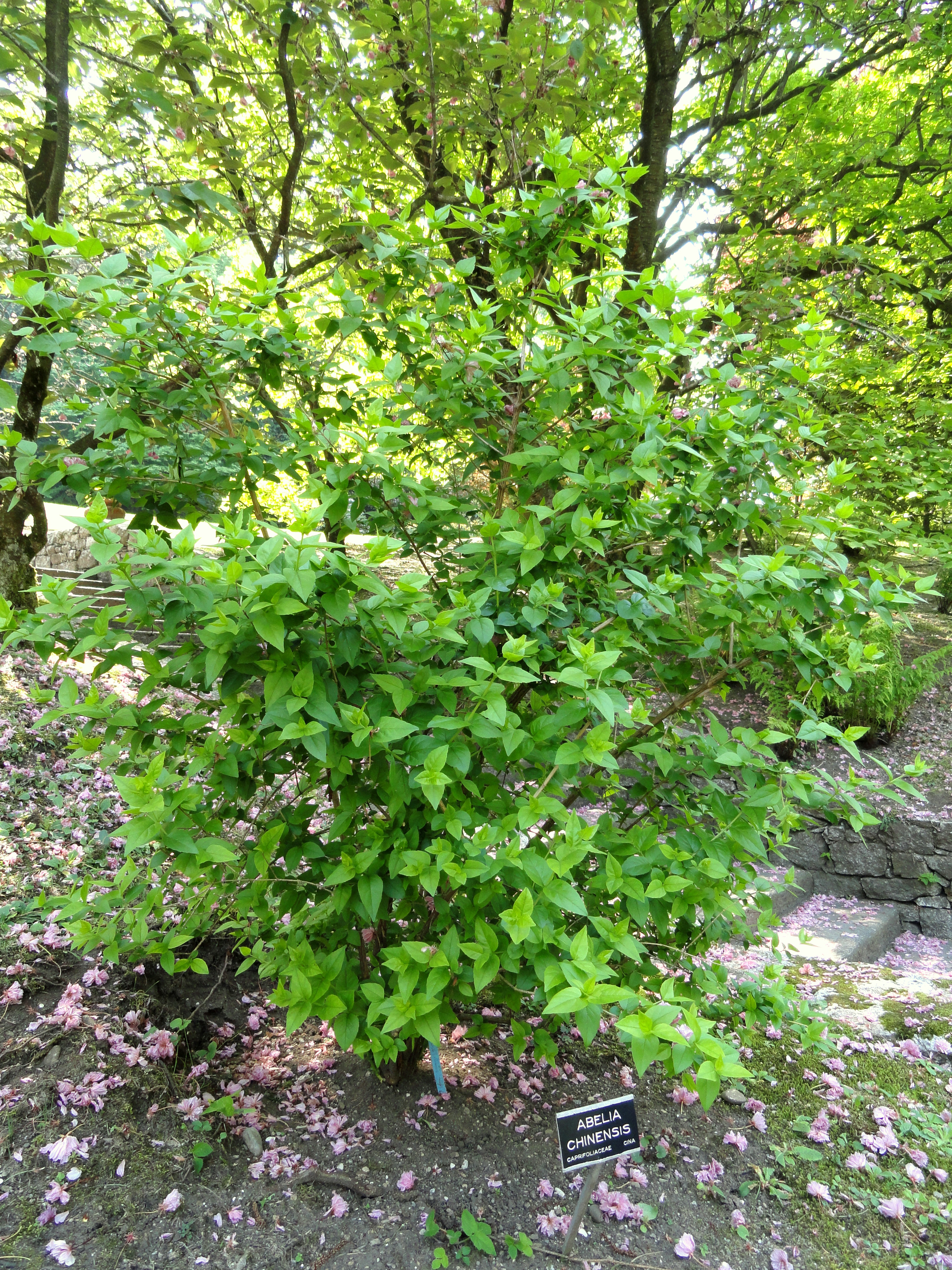
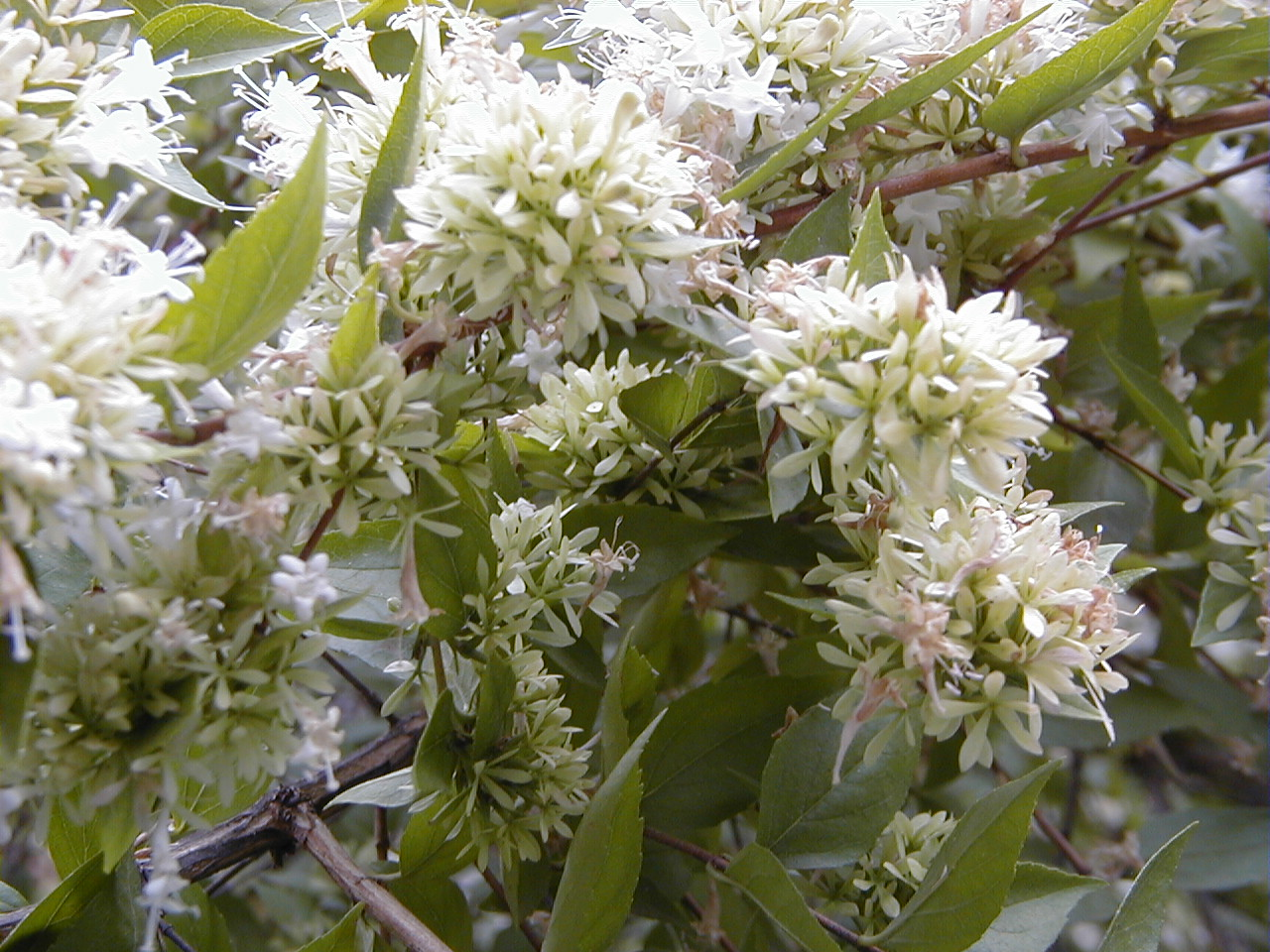
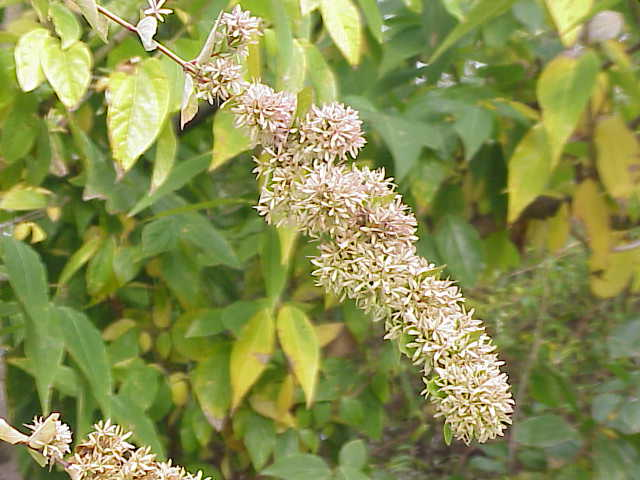